# Love me gender
Love me gender is een televisieprogramma van de Nederlandse Publieke Omroep EO. Er zijn zes afleveringen uitgezonden.
Het programma volgt in zeven afleveringen transgender jongeren Lisa (22), Jason (25), René (26), BeyonG (30) en Jennifer (31), die op zoek zijn naar liefde; een relatie met iemand, en ook de acceptatie van mensen dichtbij. Samen proberen ze elkaar te helpen angsten en obstakels te overwinnen en delen ze ervaringen.
In 2017 won BeyonG de Jos Brink-prijs. De titel is afgeleid van Love me tender, een nummer van de Amerikaanse zanger Elvis Presley uit 1956.